# Répétition armadillo
Une répétition armadillo est un type de structure rencontré dans de nombreuses protéines et constitué d'une quarantaine de résidus d'acides aminés organisés en une séquence répétitive. Le terme armadillo, qui signifie « tatou » en anglais, dérive historiquement du nom du gène de la β-caténine chez la drosophile, où il a été découvert. Les protéines qui contiennent une répétition armadillo en contiennent généralement plusieurs exemplaires en tandem,. Dans la β-caténine, les douze répétitions armadillo forment une superhélice constituée de trois hélices α par unité. La structure cylindrique présente un sillon chargé positivement dont on pense qu'il interagit avec les surfaces acides des molécules interagissant avec la β-caténine. D'une manière générale, chaque répétition armadillo comprend une paire d'hélices α formant une structure en épingle à cheveux. Plusieurs copies de cette répétition forment une structure appelée solénoïde α.
La β-caténine, où cette structure a été identifiée pour la première fois, intervient dans la liaison des cadhérines, protéines assurant l'adhérence cellulaire, au cytosquelette ; les répétitions armadillo peuvent cependant se trouver dans des protéines ayant d'autres fonctions. Ce type de protéines joue un rôle important dans la transduction de signal par protéines Wnt lors de l'embryogenèse. Outre la β-caténine, on compte ainsi, parmi les protéines qui présentent une répétition armadillo, l'importine α, la plakoglobine, la protéine APC et de nombreuses autres.